# Яемваннанг, Чалита
Чали́та Яемваннанг (тайск. ชาลิตา แย้มวัณณังค์; род. 21 апреля 1988, Бангкок) — тайская фотомодель, участница международного конкурса красоты «Мисс Вселенная 2013». 

## Биография
Чалита Яемваннанг родилась 21 апреля 1988 года в Бангкоке.
11 мая 2013 года Чалита одержала победу на национальном конкурсе «Мисс Вселенная Таиланд» и представляла Таиланд на «Мисс Вселенная 2013», проходившем в Москве. По итогам конкурса Чалита не смогла пробиться в полуфинал, не войдя в топ-16 лучших участниц.
1 сентября 2014 года Чалита стала приглашённой судьей на конкурсе «Мисс Новая Зеландия».